# Задерацький Всеволод Петрович

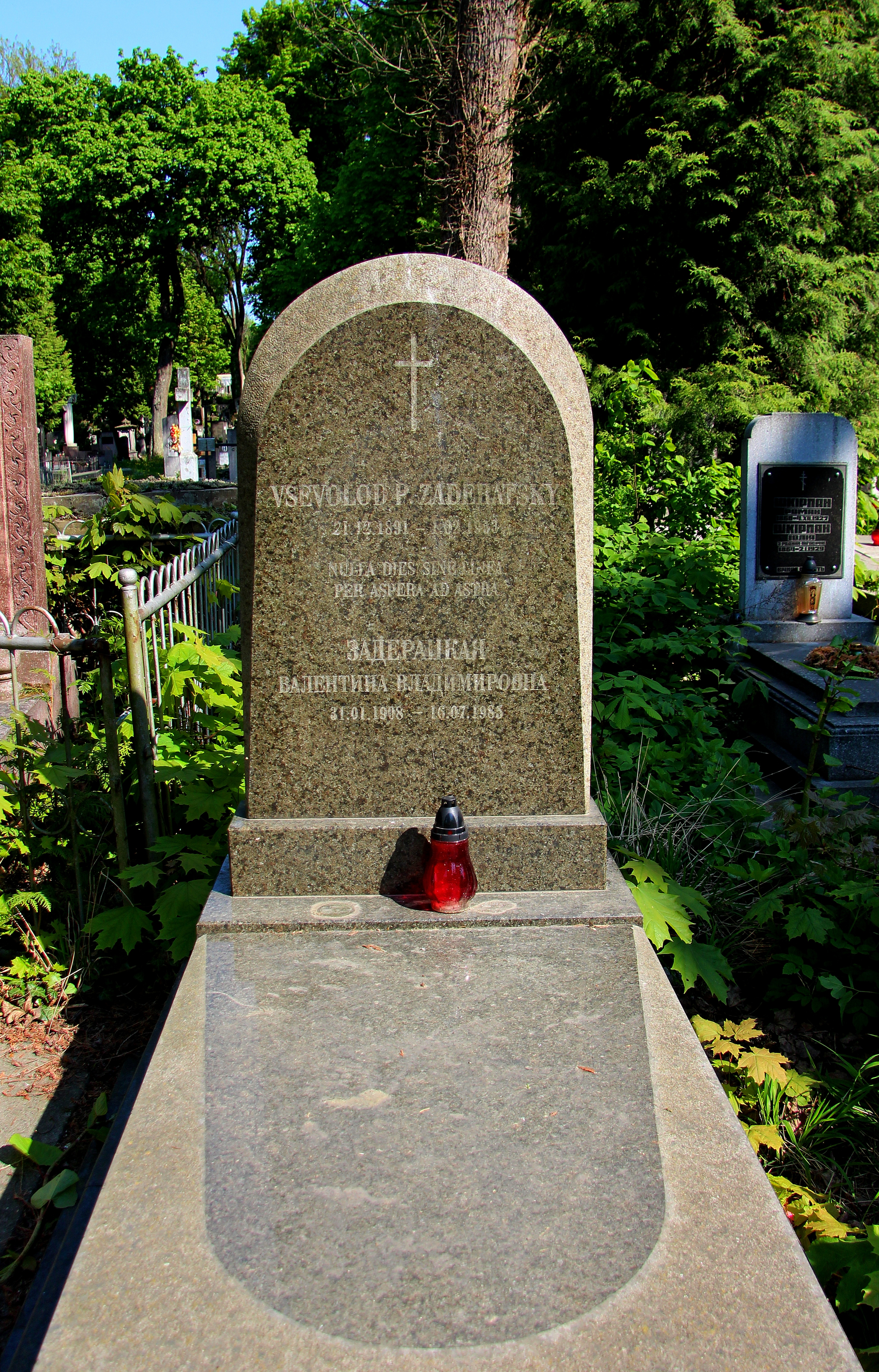

Задерацький Всеволод Петрович (21 грудня 1891, Рівне — 1 лютого 1953, Львів) — український композитор і піаніст.

## Життєвий і творчий шлях
Народився в сім'ї чиновника залізниці, уродженця Київської губернії. Після закінчення гімназії в Курську вступив на юридичний факультет Московського університету і в Московську консерваторію. Навчав музики цісаревича Олексія (1915—1916). Після закінчення університету (1916) був призваний до армії — брав участь у Першій світовій війні. У 1918—1920 — в армії Денікіна.
Згодом продовжив навчання у Іпполітова-Іванова і Танєєва, закінчив консерваторію в 1923. Жив у Рязані. З середини 1920-х років почав виступати як піаніст, дав безліч сольних концертів, виступав разом з відомим басом Григорієм Пироговим.
У 1926 був заарештований, ув'язнений у рязанській в'язниці, все написане композитором до цього часу було знищено. У 1929 отримав дозвіл жити і працювати в Москві, з 1930 значився штатним композитором Всесоюзного радіо, значився в творчому об'єднанні АСМ (у 1932 було ліквідовано). У цей період були написані опера «Кров і вугілля» (не збереглася), симфонія «Фундамент», цикли фортепіанних мініатюр «Мікроби лірики» (1928), «Зошит мініатюр» (1929), «Порцелянові чашки» (1932), Лірична Симфонієта (1932), вокальний цикл для баса «Гротеск Іллі Сельвінського» (1931). Піддавався критиці за формалізм.
У 1934 був висланий до Ярославля, заочно навчався в ҐІТІСі. У березні 1937 заарештований у Ярославлі, ув'язнений терміном на 6 років без права листування. Там він пише фортепіанний цикл прелюдій і фуг на телеграфних бланках та без інструменту. Син композитора, Всеволод Задерацький, пише у книзі "Per aspera", що це була "безпрецедентна акція самоспасіння" 
У липні 1939 звільнений у зв'язку із закриттям справи. На початку 1940 повернувся до Ярославля.
На початку Другої світової війни евакуйований із сім'єю до міста Мерк (Казахстан), потім — до Краснодара. З 1945 жив у Житомирі, в 1946—1948 знову повернувся до Ярославля. Був делегатом першого З'їзду радянських композиторів (1948). З 1949 і до кінця життя жив у Львові, працював у консерваторії. Виступав як піаніст з сольними концертами у Львові, Дрогобичі, Коломиї. Крім фортепіанних творів, ним у ці роки були створені концерти для скрипки і домри, симфонія до мінор, хорова сюїта і низка інших творів.
У Львові Всеволод Задерацький віднайшов спокій, певну стабільність та професійне оточення. Тут композитор отримав найкращу квартиру за все своє життя. В консерваторії Всеволод Задерацький працював старшим викладачем фортепіано, камерного ансамблю та історії фортепіанного виконавства. Викладав авторський курс "Історія піанізму". На композиторську діяльність часу не вистачало, бо Всеволод Задерацький в основному викладає.
Помер у Львові, похований на 64 полі Личаківського цвинтаря.
Сьогодні Всеволод Задерацький вважається предтечою російського музичного авангардизму. Він багато в чому передбачив музичні відкриття Пауля Гіндеміта та Дмитра Шостаковича, адже був першим композитором після Баха, хто створив цикл "24 прелюдії й фуги" у всіх тональностях. Лише через 13 років свої "24 прелюдії й фуги" написав Шостакович. Цикл Шостаковича вплинув на багатьох композиторів, а цикл Задерацького ні на кого не вплинув. Але саме він був першим . Перше виконання циклу прелюдій і фуг в Україні відбулося в 2002 році. Львівська музична академія оголосила фестиваль музики В. П. Задерацького, а фортепіанний факультет виступив ініціатором. До цього цикл “24 прелюдії” вже давно використовувався в навчальному процесі. В Україні цей цикл поширився дуже активно і став живою приналежністю рідної національної культури .

## Сини
Всеволод Всеволодович Задерацький (1935) — музикознавець, професор Московської консерваторії.
Ростислав Всеволодович Задерацький — після революції в Росії (1917) разом із матір'ю виїхав до Франції. Брав участь у французько-німецькій війні 1939—1940, сидів у німецькому концтаборі.

## Твори
Симфонічні та вокально-симфонічні
- Опера «Валенсіанська вдова» (за Лопе де Вегою, 1934)
- Симфонія (1952)
- Дві камерні симфонії (1931, 1932)
- Два концерти для фортепіано (оркестровка Мирослава Скорика та Богдани Фроляк),

Для фортепіано
- «24 прелюдії» (1933—1934)
- «24 прелюдії і фуги» (1937)
- 5 програмних циклів
- 2 дитячі фортепіанні концерти на українські теми

Для хору
- «Косенкові» (1948)
- Сюїта на народні слова

Вокальні твори
- «De profundis» (1940)
- «Поема про солдата» (1946)

Інше
- «Український концерт» для домри (1948)